# Emily Martin (saltadora)
Emily Martin (4 de marzo de 2001) es una deportista británica que compite en saltos de plataforma. Ganó una medalla de plata en el Campeonato Europeo de Saltos de 2019, en la prueba de plataforma sincronizada.

## Palmarés internacional
| Campeonato Europeo | Campeonato Europeo | Campeonato Europeo | Campeonato Europeo     |
| Año                | Lugar              | Medalla            | Prueba                 |
| ------------------ | ------------------ | ------------------ | ---------------------- |
| 2019               | Kiev (Ucrania)     | Medalla de plata   | Plataforma 10 m sincro |